# Illiesonemoura
Illiesonemoura is een geslacht van steenvliegen uit de familie beeksteenvliegen (Nemouridae). De wetenschappelijke naam van het geslacht is voor het eerst geldig gepubliceerd in 1975 door Baumann.

## Soorten
Illiesonemoura omvat de volgende soorten:
- Illiesonemoura alabeli (Zhiltzova, 1971)
- Illiesonemoura ampula (Jewett, 1958)
- Illiesonemoura atripes (Aubert, 1959)
- Illiesonemoura battakundi (Aubert, 1959)
- Illiesonemoura besali (Aubert, 1959)
- Illiesonemoura bispinosa (Kawai, 1968)
- Illiesonemoura cordata (Jewett, 1958)
- Illiesonemoura falcifera (Harper, 1975)
- Illiesonemoura gosainkundensis (Harper, 1975)
- Illiesonemoura lilami (Aubert, 1959)
- Illiesonemoura maluksari (Aubert, 1959)
- Illiesonemoura ornata (McLachlan, 1875)
- Illiesonemoura pakistani (Aubert, 1959)
- Illiesonemoura polystigma (Aubert, 1959)
- Illiesonemoura punctata (Jewett, 1958)
- Illiesonemoura punjabensis (Jewett, 1958)
- Illiesonemoura tuberostyla (Wu, 1962)
- Illiesonemoura verrucosa (Harper, 1975)